# Michael Lippert
Michael Hans Lippert, auch Michel Hans Lippert, (* 24. April 1897 in Schönwald, Oberfranken; † 1. September 1969 in Wuppertal) war ein deutscher SS-Angehöriger, der zuletzt den Dienstgrad eines SS-Standartenführers innehatte. Bekannt wurde er durch den gemeinschaftlich mit Theodor Eicke begangenen Mord an Ernst Röhm.

## Leben

### Frühes Leben
Lippert, von Beruf Porzellandreher, wurde als fünfter Sohn des Schmiedemeisters Johann Lippert und seiner Ehefrau Margarethe Lippert, geb. Schiller, geboren. Eigenen Angaben vor Gericht im Jahr 1957 zufolge hatte er bereits als Kind das Ziel Berufssoldat zu werden.
Anlässlich des Beginns des Ersten Weltkriegs trat Lippert 1914 als Kriegsfreiwilliger in die bayerische Armee ein. Er wurde dem 1. Reiterregiment in Nürnberg zugeteilt. Mit diesem nahm er bis 1918 am Krieg teil. Im Krieg erhielt er das EK II.
Nach dem Krieg schlug Lippert sich zunächst als Arbeiter in der Porzellanindustrie durch. Von 1921 bis 1929 war Lippert Angehöriger der bayerischen Polizei. Zum 1. Juni 1930 trat er der NSDAP bei (Mitgliedsnummer 246.989). Am 10. März 1931 wechselte Lippert zur SS (SS-Nummer 2.968) und wurde am 15. November des gleichen Jahres zum SS-Sturmführer ernannt.

### Karriere im NS-Staat bis 1939
Nach der „Machtergreifung“ der Nationalsozialisten am 30. Januar 1933 wurde Lippert am 3. August zum SS-Hauptsturmführer ernannt und am 9. November des gleichen Jahres direkt zum SS-Sturmbannführer befördert.
Als 1933 die SS-Führung unter Heinrich Himmler begann, bewaffnete SS-Einheiten aufzustellen, meldete sich Michael Lippert zum „Sonderkommando der SS-Brigade Süd“ unter ihrem Kommandanten Eicke. Eicke erkannte das organisatorische Talent Lipperts und förderte diesen weiter. Als das KZ Dachau im Juni 1933 von Eicke übernommen wurde (der vorherige Lagerkommandant Hilmar Wäckerle war abgesetzt worden) stieg Lippert zum stellvertretenden Lagerkommandanten auf. Die Wachmannschaft des Lagers Dachau bestand aus dem „SS-Sturmbann D“ („D“ = Dachau), unter Führung von Sturmbannführer Lippert und Max Koegel als Lipperts Stellvertreter. Als Stellvertreter Eickes unterschrieb Lippert am 12. Juli 1934 ein Schriftstück mit den Worten „in Vertretung des Lagerkommandanten“.
Beim sogenannten Röhm-Putsch des Jahres 1934 spielte Michael Lippert eine wesentliche Rolle: Auf Befehl Hitlers erschossen Eicke und er den damaligen SA-Stabschef Ernst Röhm. Danach wurden die KZ-Wachmannschaften Eicke direkt als deren Inspekteur unterstellt und diese nach und nach zu den SS-Totenkopfverbänden umgewandelt. Lippert gehörte ebenfalls der SS-Inspektion „KL“ an. Michael Lippert wurde am 13. September 1934 zum SS-Obersturmbannführer ernannt und stellte 1937 im KZ Sachsenhausen die 2. SS-Totenkopfstandarte „Brandenburg“ auf. Neben dieser Standarte führte er auch gleichzeitig deren I. Sturmbann.
1938 wurde Michael Lippert aus der KZ-Inspektion in Oranienburg abgezogen und übernahm die (kommissarische) Führung des I. Sturmbannes der in Braunschweig stationierten 49. SS-Standarte. Im Juni 1939 wurde er mit der kommissarischen Führung der in Hagen stationierten 69. SS-Standarte beauftragt, die er bis zum 1. August leitete.

### Zweiter Weltkrieg
Im Mai 1939 wurde Michael Lippert die ständige Leitung des I. Sturmbannes der 49. SS-Standarte übertragen. Ferner wurde er im Oktober 1939 als „Reserveoffizier“ zur SS-Totenkopf-Division abkommandiert. Damit galt er auch gleichzeitig als Angehöriger der Waffen-SS.
Vom 1. August 1939 bis zum 1. Juli 1943 hatte Lippert nominell zudem das Kommando über die in Memel stationierte 105. SS-Standarte der Allgemeinen SS inne. Die Kommandos über die Standarten der Allgemeinen SS bestanden seit dem Kriegsausbruch de facto nur noch auf dem Papier, da die Angehörigen dieser Standarten als Soldaten an den verschiedenen Kriegsschauplätzen eingesetzt waren. Lippert selbst war Angehöriger des Kommandostabes Himmlers.
Nach Beginn des Zweiten Weltkriegs wurde Lippert kurzzeitig zum Kommando des Flughafenbereichs Quakenbrück versetzt. Bereits Anfang 1940 wurde er jedoch zur Waffen-SS zurückversetzt. Mit dem von ihm zum Einsatz vorbereiteten Regiment II der SS-Totenkopfdivision (nach anderen Angaben des II. Sturmbanns der 16. Totenkopfstandarte) nahm er 1940 am Frankreichfeldzug teil. Gleichzeitig war er von Mai 1940 bis 1941 Kommandeur der „SS-Unterführerschule Arnheim“, bevor er kurzfristig in das SS-Führungshauptamt in Berlin berufen wurde. Im April 1941 begann Lippert die SS-Freiwilligenlegion Flandern in Hamburg aufzustellen. Im September 1941 übernahm Lippert das Kommando über das „6. SS-Freiwilligen-Grenadier-Regiment Langemarck“, das am 2. April 1942 in der SS-Freiwilligen-Legion „Flandern“ aufging, welche in der Schlacht am Wolchow während der Leningrader Blockade eingesetzt wurde. Im April 1942, nach anderen Angaben im Juli 1942, erlitt Lippert eine schwere Verwundung durch Kopf-, Bauch- und Oberschenkelschuss.
Vom 1. Januar 1943 bis zum 1. Oktober 1943 hatte er das Kommando über die 69. SS-Standarte. Im Januar 1943 fand Lippert außerdem Verwendung bei der Neuaufstellung der SS-Panzerdivision Frundsberg (10. SS-Panzer-Division „Frundsberg“): Im Auftrag des SS-Führungshauptamtes übernahm er (wohl zusätzlich zur Führung der 69. SS-Standarte) vom 8. Januar bis 15. Februar 1943 das kommissarische Kommando über diese Formation. Am 20. April 1943 wurde er zum SS-Standartenführer der Waffen-SS ernannt.
Zum 20. April 1943 übernahm Lippert auch das Kommando über das 83. Regiment der SS-Freiwilligen-Grenadier-Brigade „Landstorm Nederland“, die er bis Kriegsende 1945 führen sollte. Von November 1943 bis Februar 1944 hielt er sich erneut in einem Lazarett auf. Als Oberst der Waffen-SS nahm Lippert an einem Divisionsführer-Lehrgang auf dem Truppenübungsplatz Beneschau bei Prag und bis Juni 1944 an Lehrgängen in Bergen-Fallingbostel und Krampnitz-Döberitz teil. Von dort wurde er zur Unteroffiziersschule Arnheim versetzt, mit der er während der alliierten Invasion der Normandie im Sommer 1944 im niederländischen Raum zum Einsatz kam.
Im Januar 1945 wurde Lippert die Aufstellung einer niederländischen Freiwilligeneinheit übertragen, mit der er schließlich am Niederrhein eingesetzt wurde. Dort geriet er bei Kriegsende in Gefangenschaft.

### Nachkriegszeit
Nach seiner Gefangennahme wurde Lippert zunächst, wie dies bei höherrangigen Gefangenen üblich war, nach England verbracht. Später wurde er wegen seiner Teilnahme an der Schlacht um Arnheim und aufgrund des sogenannten „Sperrgebietsbefehls“ den niederländischen Behörden übergeben.
Am 12. Mai 1950 wurde Lippert vom Sonder-Oberlandesgericht Arnheim wegen Kriegsverbrechen zu zehn Jahren Haft verurteilt. Verfahrensgegenstand war die Erschießung von 19 niederländischen Zivilisten im Jahr 1945 auf Grundlage des sogenannten „Sperrgebietsbefehls“; zwei der Getöteten waren auf unmittelbaren Befehl Lipperts erschossen worden. Die Zivilisten waren im Raum Rhenen in einem Sperrgebiet ohne Ausweispapiere angetroffen worden. Seine Strafe verbüßte Lippert in Breda. Am 17. April 1953 wurde er gnadenweise vorzeitig entlassen und in die Bundesrepublik Deutschland abgeschoben.
1954 ließ er sich in Wuppertal-Barmen nieder, wo er eine Wäscherei betrieb.
Die Staatsanwaltschaft beim Landgericht München I erhob am 4. Juli 1956 Anklage gegen Lippert und Sepp Dietrich wegen der Ermordung von Ernst Röhm sowie weiterer SA-Führer während des „Röhm-Putsches“. Das Hauptverfahren begann am 6. Mai 1957. Geleitet wurde das Verfahren vom Landgerichtsdirektor Ludwig Graf als Vorsitzenden. Die Verteidigung von Lippert und Dietrich besorgte der bekannte Anwalt Alfred Seidl. Das Gericht befand beide schließlich eines „gemeinschaftlich begangenen Verbrechens der Beihilfe zum gemeinschaftlich begangenen Totschlag“ für schuldig und verurteilte sie jeweils zu 18 Monaten Gefängnis. Der Bundesgerichtshof bestätigte das Münchner Urteil am 20. Mai 1958. Lippert musste seine Strafe am 27. August 1958 im Gefängnis Siegburg antreten und wurde ein Jahr später nach zwei Drittel der Strafe auf Bewährung entlassen.

## Ehe und Familie
Lippert war zweimal verheiratet. Aus der ersten Ehe, die 1934 geschieden wurde, ging ein Sohn hervor.